# Albo dies notanda lapillo
Álbo díes notánda lapíllo —  латинський крилатий вислів — день, який слід відзначити білим камінцем.
Дана фраза говорить про вдалий день. Вираз пов'язано з відомим у  Римі  фракійським звичаєм відзначати щасливі дні білими, а нещасливі — чорними камінчиками. Про цей звичай згадують римський вчений-енциклопедист Пліній Старший («Природна історія», VII, 131), Пліній молодший («Листи», VI, 11), двічі — поет  Катулл (68, 148, 107, 6), також  Марціалл:

Гай мій нинішній день відзначає мені камінцем білим: 

Ось воно щастя! — знову з нами по нашій молитві. 

Петровский Ф. А. Эпиграммы / Марциал Марк Валерий. — М: Художественная литература, 1968. — Том. 1-2. — С. 36.